# Openbravo
Openbravo - це відкриті веборієнтовані ERP системи з POS-термінал функціональністю для малого і середнього бізнесу. У Openbravo включені можливості з управління фінансами, постачаннями, проектами, виробництвом, продажами, і багато інших.
Проект Openbravo з'явився в 2006 році як продовження проекту Compiere орієнтоване на роботу он-лайн і має простіший і дружній інтерфейс, ніж Compiere.
Метою проекту Openbravo є створення лідируючого відкритого рішення для малого та середнього бізнесу. Місія проекту: «Надати кожній компанії, незалежно від її розміру, можливість використовувати власне програмне забезпечення для управління підприємством, адаптоване під її потреби».
У цей час Openbravo використовується безліччю компаній в галузі дистрибуції продукції, наданні послуг і виробництва.
У 2006 році проект Openbravo отримав нагороду EIBT як високотехнологічний
інноваційний проект для бізнесу. Дана нагорода заснована ANCES - Іспанським Національним Центром Асоціації Бізнес-Інновацій.
У 2006 році проект Openbravo отримав фінансування класу A від фонду SODENA, що спеціалізується на фінансуванні перспективних проектів для економіки Іспанії.
У 2007 році проектом Openbravo була придбана POS-система Librepos.
З виходом у лютому 2008 року Openbravo POS версії 2.00 були реалізовані можливості організації фронт-офісу для збору інформації в точках продажів для подальшої її передачі і обробки в системі Openbravo ERP.
Один з визначних форків Openbravo POS є система розроблена для ресторанів та кафе швидкого харчування під назвою OpenPOS.

## Архітектура системи
Openbravo працює через вебінтерфейс. Сервер може бути встановлений на Windows NT 5.0 + або Linux.
Необхідне додаткове програмне забезпечення: Jakarta Tomcat, Java 2 Platform Standard Edition 5.0, PostgreSQL 8.1.4 або Oracle 10g release 2, і Apache Ant 1.6.5.

## Підтримувані СУБД
- Oracle
- PostgreSQL
- MySQL